# 魅力課程博蒂博蒂
《魅力課程博蒂博蒂》為韓國JTBC的綜藝節目，由咸𤨒晶（T-ara）、韓英、崔汝珍等人共同主持，節目每集邀請不同嘉賓，於泰國苏梅岛進行高爾夫教學、互動與競賽等。。